# Міррормонт (Вашингтон)
Міррормонт (англ. Mirrormont) — переписна місцевість (CDP) в США, в окрузі Кінг штату Вашингтон. Населення — 3858 осіб (2020).

## Географія
Міррормонт розташований за координатами 47°27′37″ пн. ш. 121°59′25″ зх. д. / 47.46028° пн. ш. 121.99028° зх. д. (47.460218, -121.990205).  За даними Бюро перепису населення США в 2010 році переписна місцевість мала площу 26,97 км², з яких 26,86 км² — суходіл та 0,11 км² — водойми.

## Демографія
Згідно з переписом 2010 року, у переписній місцевості мешкало 3659 осіб у 1385 домогосподарствах у складі 1099 родин. Густота населення становила 136 осіб/км².  Було 1443 помешкання (54/км²).
Расовий склад населення:
| - 92,8 % — білих - 2,6 % — азіатів - 0,6 % — чорних або афроамериканців - 0,5 % — корінних американців - 0,2 % — вихідців з тихоокеанських островів |

До двох чи більше рас належало 2,7 %. Частка іспаномовних становила 2,3 % від усіх жителів.
За віковим діапазоном населення розподілялося таким чином: 21,2 % — особи молодші 18 років, 65,3 % — особи у віці 18—64 років, 13,5 % — особи у віці 65 років та старші. Медіана віку мешканця становила 47,3 року. На 100 осіб жіночої статі у переписній місцевості припадало 103,4 чоловіків;  на 100 жінок у віці від 18 років та старших — 103,5 чоловіків також старших 18 років.
Середній дохід на одне домашнє господарство  становив 118 848 доларів США (медіана — 103 250), а середній дохід на одну сім'ю — 132 539 доларів (медіана — 114 500). Медіана доходів становила 96 585 доларів для чоловіків та 55 250 доларів для жінок. За межею бідності перебувало 2,5 % осіб, у тому числі 1,0 % дітей у віці до 18 років та 3,0 % осіб у віці 65 років та старших.
Цивільне працевлаштоване населення становило 1917 осіб. Основні галузі зайнятості: науковці, спеціалісти, менеджери — 21,3 %, освіта, охорона здоров'я та соціальна допомога — 15,3 %, роздрібна торгівля — 13,9 %.